# Universiteit van Mahajanga
De Universiteit van Mahajanga (Frans: Université de Mahajanga) is een openbare universiteit gevestigd in Mahajanga, een havenstad in het noordwesten van Madagaskar.

## Geschiedenis
De universiteit is opgericht in 1977 als l'École supérieure de chirurgie dentaire, het eerste van de regionale universiteitscentra in de provincie Mahajanga. De afdelingen geneeskunde en natuurwetenschappen werden in 1982 geopend. In 1983 werden de drie afdelingen gebundeld onder de noemer Universiteit van Mahajanga. De universiteit was vroeger een deel van de Universiteit van Madagaskar, samen met de openbare universiteiten in Antananarivo, Antsiranana, Mahajanga, Toliara en Fianarantsoa. In 1988 verviel het systeem en werden alle locaties onafhankelijke instellingen.